# Caudron C.59
Caudron C.59 là một loại máy bay hai tầng cánh của Pháp, do hãng Caudron chế tạo giai đoạn 1922-1924. Loại máy bay này phù hợp cho nhiều mục đích sử dụng.

## Quốc gia sử dụng
Argentina
 Brasil
 Bulgaria
- Không quân Bulgary

 Đài Loan
 Pháp
- Không quân Pháp
- Hải quân Pháp

 Phần Lan
- Không quân Phần Lan

 Bồ Đào Nha
- Portuguese Air Force

 România
Bản mẫu:Country data Spanish State
- Không quân Tây Ban Nha

 Thổ Nhĩ Kỳ
- Không quân Thổ Nhĩ Kỳ

 Venezuela

## Tính năng kỹ chiến thuật
Dữ liệu lấy từ Suomen ilmavoimien lentokoneet
Đặc điểm tổng quát
- Kíp lái: 1
- Chiều dài: 7,80 m (25 ft 7 in)
- Sải cánh: 10,24 m (33 ft 7 in)
- Trọng lượng rỗng: 700 kg (1.543 lb)
- Trọng lượng có tải: 988 kg (2.178 lb)
- Powerplant: 1 × Hispano-Suiza 8A, 134 kW (180 hp)

Hiệu suất bay
- Vận tốc cực đại: 170 km/h (106 mph)
- Thời gian bay: 3 giờ  30 phút